# Ole Olsen (componist)
Ole Olsen (Hammerfest, 4 juli 1850 – Oslo, 9 november 1927) was een Noors componist, muziekpedagoog, dirigent, organist en trombonist.

## Levensloop
Olsen kreeg al in zijn jonge jaren muzieklessen, omdat zijn vader Iver Olsen een ambachtsman en tevens amateurmuzikant/organist was in de plaatselijke kerk. De jonge Ole, die zijn moeder al vrij vroeg verloor, leerde de piano en de viool te bespelen. Al op vijfjarige leeftijd schreef hij eenvoudige stukjes en vanaf het zevende levensjaar verving hij soms zijn vader als organist in de kerk. Vanaf 1865 studeerde hij compositie bij Frederick Lindeman en Just Lindeman in Trondheim en verschillende malen bespeelde hij voor Just Lindeman het orgel in de Nidaros-domkerk aldaar. Van 1870 tot 1874 studeerde hij aan de Felix Mendelssohnschool voor muziek en theater te Leipzig bij Oskar Paul en Carl Reinecke. Aldaar schreef hij zijn Symfonie in G majeur en begon zijn opera Stig Hvide.
Terug in Noorwegen werd hij docent in Christiania, (het tegenwoordige Oslo), en bleef daar tot zijn overlijden. Van 1876 tot 1880 was hij dirigent van de "Christiania Artisans' Choral Society" en terwijl Johan Svendsen in het buitenland was ook dirigent van het orkest van de muzikale gezelschap aldaar. Vanaf 1884 was hij militaire kapelmeester van de muziekkapel van de tweede Brigade te Akershus. In 1899 werd hij inspecteur van de muziekkapellen van het Noorse leger en bleef in deze functie tot 1920.
In 1879 trouwde hij met Marie Hals, de dochter van de pianobouwer en winkelier Karl Hals.
Als componist schreef hij werken voor orkest, harmonieorkest, muziektheater en kamermuziek. Zijn opera's zijn qua stijl beïnvloed door Richard Wagner, maar eveneens door de nationalistische traditie. Gedurende zijn militaire loopbaan verzamelde hij een groot aantal volksliederen.

## Composities

### Werken voor orkest
- 1874-1875 Symfonie in G majeur, voor orkest, op. 5
- 1878 Asgaardsreien, symfonisch gedicht voor orkest, op.10 (opgedragen aan: Edvard Grieg
- 1885 Norsk defilermarsch, voor orkest, op. 39
- 1886 Concert, voor hoorn (of trombone) en orkest
- 1887-1889 Ritornelle, voor strijkorkest, op. 53
- 1889 Væringetog, voor orkest, op. 28
- 1890 Solefaldssang uit het sprookjesspel "Svein Uræd", voor zangstem en orkest - tekst: Nordahl Rolfsen
  - 1890 Solefaldssang voor a capella mannenkoor
- 1890 Suite uit de opera "Svein Uræd"
- 1891 Irmelin Rose, voor orkest, op. 56
- 1892 Romance nr. 1, voor viool en orkest
- 1892 Valkyriehilsen, voor zangstem en orkest
- 1898 Forsvarssang, voor tenor solo en orkest
- 1902 Suite, voor piano en orkest, op. 23
- 1902 Petite Suite, voor piano en strijkorkest, op. 50
  1. Fanitull
  2. Mazurka
  3. Serenade
  4. Caprice
  5. Papillions
- 1903 Romance nr. 2, voor viool en orkest
- 1907 Provencalernes sang, voor tenor, piano en strijkorkest
- 1908 Tenorens serenade, voor tenor, piano en strijkorkest
- 1918 Damernes Vals, voor orkest
- 1919 Mainatsvals, voor orkest
- 1921 Maikvællsstemning, concertstudie voor sopraan en klein orkest
- 1922 To anglaiser fra 1800-tiden, voor strijkorkest
- 1923 Lappisk juiogos-sang, originele motieven naar Inari, Utsjoki en Kautokeino voor orkest (ook in een versie voor strijkorkest)
- 2den September - Studenter-Ouverture
- Alfedans, symfonisch gedicht voor orkest
- Augenblick, Romance voor bariton en orkest
- Dronningen af Russland, ballade naar Jonas Lie voor declamaite, harp en strijkorkest, op. 69
- Drøm-Idyll, wals intermezzo voor harp (of piano) en strijkorkest
- Duett af Brand - Agnes, min deilige sommerfugl, voor twee zangstemmen en orkest - tekst: Henrik Ibsen
- En Kristiania-Sang, voor bariton en strijkorkest - tekst: van de componist
- En svinebæst mazurka : Mad forudgånde fungeret introduktion komponeret som musikalsk illustrasjon til et eventyr, voor orkest
- Fauner og bakkantinder, fantastische wals voor orkest
- Friersjau, voor strijkorkest
- I Taage, voor mannenkoor en strijkorkest
- Mazurka, voor orkest
- Miniaturen, suite voor strijkorkest
  1. Kahnfahrt
  2. Serenade
  3. Sage
  4. Intermezzo
- Mudulationes Variae, suite voor klarinet, viool, cello en jeugdorkest
  1. Paa Finnmarksvidden
  2. Serenade
  3. Mazurka
  4. Romance
  5. Valse Intime
  6. Lukkeleg
  7. Sörge-marchen
- Nordfartraakk - Fiskerdans, voor klompen, harmonica, piano en orkest
- På Finnmarksvidden, voor orkest
- Proccessions-Polonaise - ved immatrikuleringsfesten i aulaen den 2.september, voor orkest
- Rav, voor zangstem en orkest - tekst: Holger Drachman
- Serenade, voor piano en strijkorkest
- Sørgemarsch (Treurmars), voor orkest, op. 41
- Spindevise, voor piano en orkest
- Symfonie nr. 1 in e mineur, voor orkest
  1. Adagio
  2. Scherzo
- Tarantelle
- The Furious Host, symfonisch gedicht voor orkest
- Til vor Dronning, voor tenor, piano, harp en strijkorkest - tekst: van de componist
- Town and Country, voor strijkorkest
- Vier Noorse dansen, voor strijkorkest
- Vorspiel, voor orkest

### Werken voor harmonieorkest
- 1885 Norsk defilermarsch, voor harmonieorkest, op. 39
- 1920 Garmo-Marschen
- Gammel Jeder-Marsch
- Honor March and Fanfare
- Sole fald sang

### Oratoria en cantates
- 1884 Ludvig Holberg - declaratie voor het universiteits feest op 3 december 1884, cantate voor tenor, bas, mannenkoor (TTBB) en orkest - tekst: Lorenz Dietrichsen
- 1897 Griffenfeldt, cantate
- 1897 Nidaros, oratorium
- 1902 Kantate, voor bariton, mannenkoor (TTBB) en orkest (voor "Ved Handelstandens Sangforenings femtiårsjubileum") - tekst: Carl Dysthe
- Broderbud, cantate

### Muziektheater

#### Opera's
| Voltooid in | titel      | aktes       | première                                       | libretto         |
| ----------- | ---------- | ----------- | ---------------------------------------------- | ---------------- |
| 1872-1876   | Stig Hvide | 5 bedrijven | 1876, Oslo (alleen een concertante uitvoering) | van de componist |
| 1893        | Lajla      | 2 bedrijven | 1908, Christiania, nu: Oslo                    | van de componist |
| 1895-1899   | Stallo     | 2 bedrijven | niet uitgevoerd                                | van de componist |
| 1904-1910   | Klippeørne | 4 bedrijven | niet uitgevoerd                                | van de componist |

#### Toneelmuziek
- 1882 König Erich - tekst: Josef Weilen - première: 1882, Wenen
- 1890 Svein Uræd, sprookjesspel in 5 bedrijven - tekst: Nordahl Rolfsen - première: 1890, Christiania, nu: Oslo

### Kamermuziek
- Lokkeleg, voor klarinet solo, piano en strijkers

### Werken voor piano
- Piano Pieces, op.19
  1. Caprice
  2. Serenade